# Opesia grandis
Opesia grandis là một loài ruồi trong họ Tachinidae.